# Menzel Temime

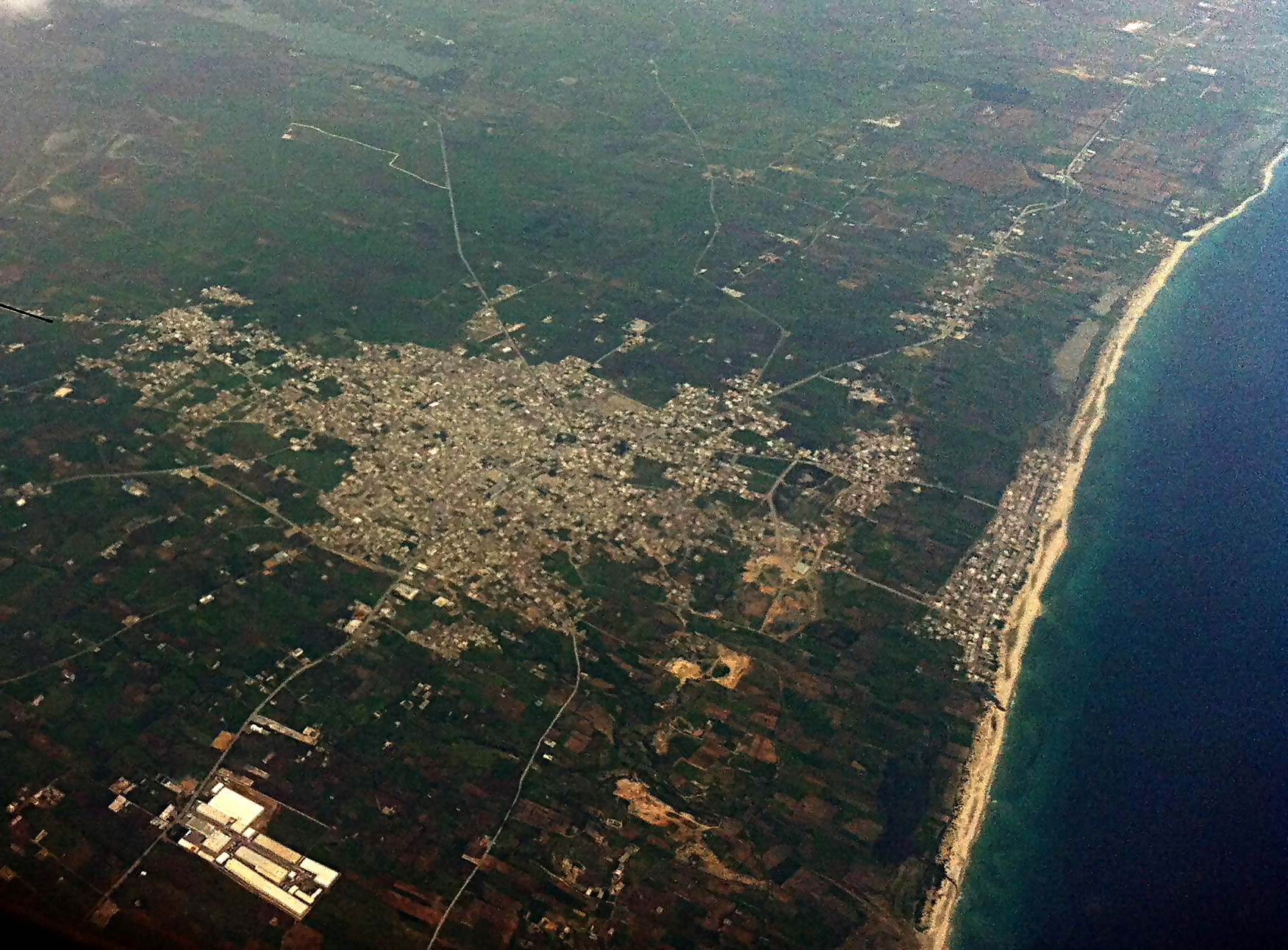
Menzel Temime

Menzel Temime är en stad på halvön Kap Bon i norra Tunisien. Enligt folkräkningen 2004 utgjordes staden av 34 528 invånare.